# SHL建筑师事务所

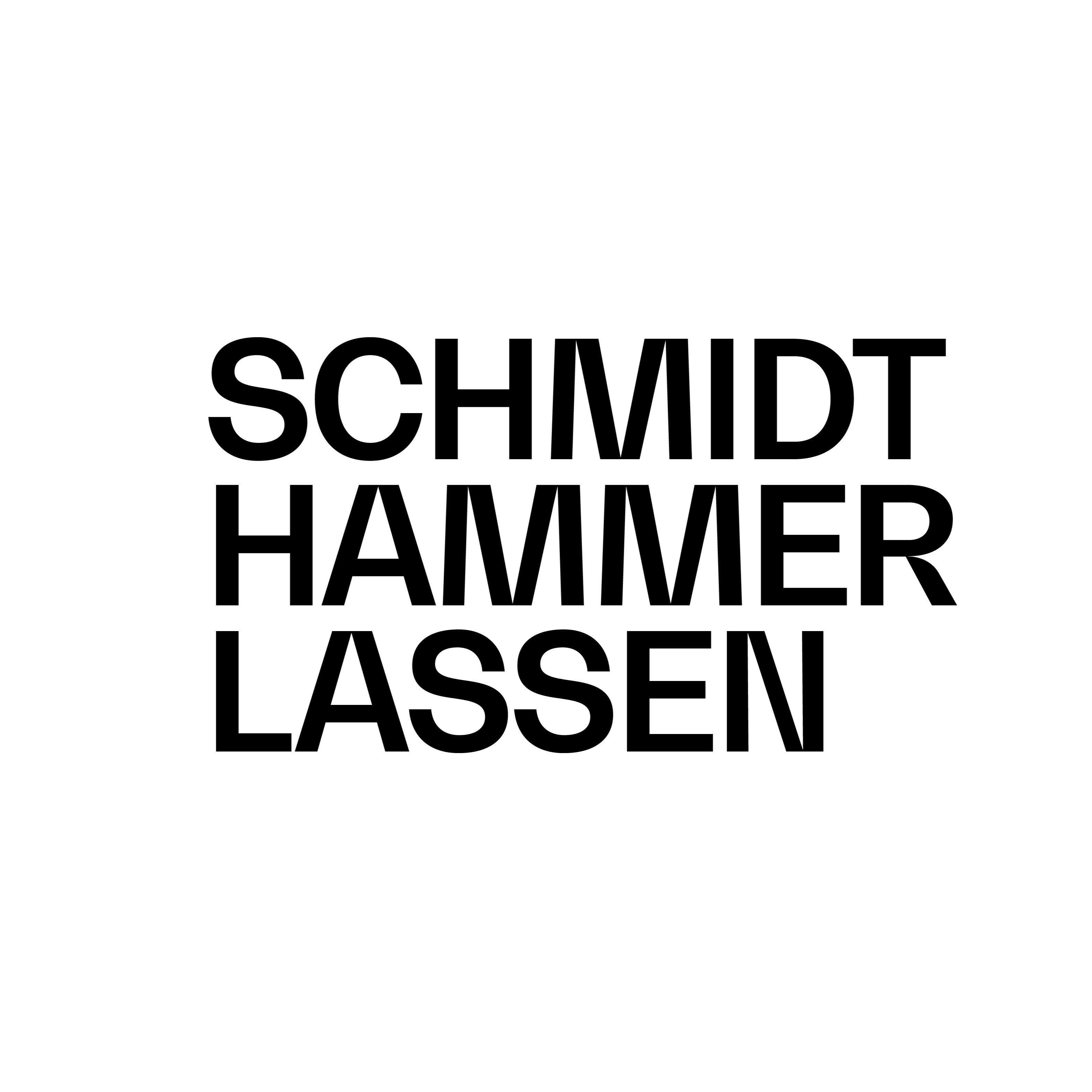
SHL建筑师事务所的标志

SHL建筑事务所（英文：Schmidt Hammer Lassen Architects）是一间在1986年成立的丹麦建筑师事务所，在全球范围内提供专业的建筑设计服务，并于丹麦哥本哈根、奥胡斯和上海设有办公室。
SHL 建筑事务所由建筑师Morten Schmidt、Bjarne Hammer 和John F. Lassen，于1986年创立于丹麦奥胡斯。如今拥有150名员工的设计团队，合伙人团队也壮大到7人，包括高级合伙人Kim Holst Jensen 和Kristian Lars Ahlmark，合伙人Chris Hardie和陆蓉，以及6位协理合伙人和7位协理人，公司的日常运营管理由首席执行官Bente Damgaard女士负责。
主要设计领域和项目实践有：文化公建和教育建筑、办公建筑、商业及零售建筑、多功能建筑及城市综合体、改造和城市更新设计。SHL在图书馆、文化和大型公建项目上尤其经验丰富，拥有许多地标性的设计。
建筑风格为斯堪的纳维亚建筑美学传统，注重美感、光线的利用，以及将可持续性和社会责任紧密结合。
SHL在建筑设计上的创新性、可持续性和开放性吸引了许多国际上的关注，SHL赢得了100多个国内外著名的奖项。
2018年初，SHL加盟 Perkins and Will 全球建筑设计事务所，以拓展SHL在中国的发展。

## 作品

### 公众建筑

#### 图书馆
宁波图书馆新馆，2013年设计，浙江省宁波市鄞州区宁穿路2100号。
上海图书馆东馆，2016年设计，位于上海浦东新区人民政府大楼的东面。（兴建中，预计2020年竣工）
基督城中央图书馆，2018年建成，联合澳洲当地事务所Architectus共同设计。
丹麥皇家圖書館黑鑽石大樓，位於哥本哈根城堡島中部。

#### 运动场
上海浦东足球场，2017年设计。

#### 法院
荷兰国际刑事法庭（ICC），2015年建成，位于荷兰海牙。

#### 发电厂
深圳东部环保发电厂，2016年初动工，预计于2020年左右投入运营。

#### 创新中心
上海高科技创业创新中心，2014年设计，2016年建成。

### 商业建筑

#### 商业中心
北京万科时代中心，2018年8月建成，位于北京朝阳区十里堡。

#### 公司总部/办公大楼
丹麦Nykredit银行总部 - 水晶大楼，位于丹麦哥本哈根。
亚马逊捷克办公大楼，2009年建成，位于捷克首都布拉格。